# Ансалдо (автомобил)
„Ансалдо“ (на италиански: Ansaldo) е марка италиански автомобили, произвеждани от едноименната инженерна компания в периода 1919 - 1932 г.

## История
Името на компанията идва от Джовани Ансалдо, от 1953 г. собственик на Giovanni Ansaldo & C, фирма, произвеждаща локомотиви, кораби и военно оборудване. За да може да просъществува в годините след Първата световна война, компанията се специализира и в производството на автомобили. Още през 1921 г. обаче тя преживява финансова криза след банкрута на основния акционер, Банка Италиана ди Сконто. На 7 март 1923 г. името е променено на Аутомобили Ансалдо АД (S.A. Automobili Ansaldo). Световната икономическа криза, която започва през 1929 г. и невъзможността на ръководството да напасне компанията към търсенето на пазара тласкат Ансалдо към ликвидация. През 1932 г. тя е закупена от Офичине Меканике. Кризата обаче продължава и след като фабриките и оборудването е продадено на Офичине Виберти, Ансалдо преустановява съществуването си.

## Модели
- 4А (първият автомобил на компанията, произвеждан от 1919 г., но разработван още от 1916 г.), 4В, 4С и 4SC
- 6А и 6В
- Тип 10
- Тип 14 и Тип 15 GS
- Тип 18
- Тип 22